# Mustache Boy
Mustache Boy è un videogioco arcade sviluppato dalla Seibu Kaihatsu nel 1987.

## Modalità di gioco
Mustache Boy si sviluppa in 2D e la vista è dall'alto. Lo scopo del protagonista, un bambino coi baffi, è quello di completare un percorso di mattonelle colorandole tutte al suo passaggio; in ogni labirinto sono presenti alcuni mostriciattoli, che vanno evitati con il salto. I palloncini in volo, se presi, danno power-up sotto forma di frutta (in modo da aumentare il punteggio), o particolari caratteristiche come salto più lungo e invincibilità temporanea. A volte appaiono schemi bonus dove ci sono solo palloncini bianchi che danno un elevato punteggio.